# Chiles herrlandslag i rugby union
Chiles herrlandslag i rugby union representerar Chile i rugby union på herrsidan.

## Historik
Laget spelade sin första match den 20 september 1936 i Santiago de Chile, och förlorade med 0-20 mot Argentina.

### Fotnoter
1. ↑  ”Rugby International”. http://www.rugbyinternational.net/countries/chile.htm. Läst 26 augusti 2011.